# Верховний суд Намібії
Верховний суд Намібії (англ. Supreme Court of Namibia) — вища судова інстанція в Намібії; розглядає всі категорії справ, в тому числі дає офіційне тлумачення конституції.
Судова система Намібії є триступеневою: на нижчому рівні діють місцеві суди, далі в ієрархії знаходиться апеляційний Високий суд, і найвищий рівень займає Верховний суд.
Усі судді Верховного суду призначаються Президентом за пропозицією Комісії з питань правосуддя. До складу даної комісії за посадою входять головний суддя і судді Верховного суду, Генеральний прокурор, а також два представника від професійних спільнот адвокатів і юристів Намібії.
Головний суддя здійснює свої повноваження довічно, до нього прийнято звертатися «Ваша світлість, почесний головний суддя» (англ.  His Lordship, the Honourable Chief Justice).

## Історія
Верховний суд створений 21 березня 1990 року в день проголошення незалежності Намібії. Є правонаступником раніше існуючого Верховного суду Південно-Західної Африки, коли країна ще була під управлінням ПАР. Колишній верховний суд на відміну від нинішнього ніколи не був вищою судовою інстанцією в державі, оскільки всі його рішення могли бути оскаржені до Апеляційної колегії Верховного суду ПАР.

## Юрисдикція
Верховний суд переглядає рішення Високого суду по всіх категоріях справ, а також рішення інших судів (в основному у випадках, коли суди неправильно застосували норми закону або не так його інтерпретували). Також на нього покладена функція конституційного суду. Він перевіряє на відповідність конституції прийнятих парламентом законів та інших правових актів, в тому числі дає тлумачення конституції. Всі рішення суду мають обов'язковий характер для всіх державних органів.
Верховний суд завжди розглядає справи як перша інстанція, у разі, якщо до нього безпосередньо звертається Генеральний прокурор.
Всі справи підлягають розгляду в складі обов'язково з трьох суддів.

## Будівля суду
Будівництво будинку почалося в 1990 році і остаточно завершилося в 1996 році. Воно розташоване в самому центрі Віндгука. Спроектовано в північно-африканському стилі, щоб не повторювати будови колоніальної епохи, характерні для європейських країн, тим самим такий підхід символізує незалежність країни. Це єдина будівля у Віндгуку, зведена в суто африканському стилі архітектури.